# Новая Чернещина
Новая Чернещина (укр. Нова Чернещина) — село,
Новочернещинский сельский совет,
Сахновщинский район,
Харьковская область.
Код КОАТУУ — 6324885001. Население по переписи 2001 года составляет 544 (245/299 м/ж) человека.
Является административным центром Новочернещинского сельского совета, в который, кроме того, входят сёла
Калиновка и
Константиновка.

## Географическое положение
Село Новая Чернещина находится на берегах реки Богатая,
выше по течению на расстоянии в 2 км расположено село Константиновка,
ниже по течению на расстоянии в 7 км расположено село Богатая Чернещина.

## История
- 1908 — дата основания.

## Экономика
- Молочно-товарная ферма.
- Сельскохозяйственное ООО «Им. Свердлова».

## Объекты социальной сферы
- Школа.

## Достопримечательности
- Братская могила советских воинов. Похоронено 6 воинов.